# Vespolina
Vespolina ist eine Rotweinsorte, die ihre Heimat im Piemont, Italien hat. Sie wird meist im Verschnitt mit der Sorte Nebbiolo verwendet, um dessen Wucht zu mindern. Der Verschnittanteil beträgt dabei in der Regel zwischen 15 und 40 %.
Sie kommt in den DOCG-Weinen Gattinara und Ghemme sowie in den DOC-Weinen Boca, Bramaterra, Colline Novaresi, Coste della Sesia, Fara, Lessona und Sizzano zum Einsatz. Im Bereich Colline Novaresi wird sie sogar sortenrein angebaut.
Die Rebsorte wird durch das Institut Nucleo di Premotiplicazione Viticola del piemonte Ce.Pre.Ma.Vi, Turin gezüchtet und erhalten. Erstmals schriftlich erwähnt wurde die Sorte am 3. November 1798 in einem Bericht des Conte Nuvolone.
Anfang 2004 wurde bekannt, dass die Sorte Nebbiolo mit der Sorte Freisa verwandt ist. Die Forscher Anna Schneider vom Agrar-Institut des CNR in Turin und José Vouillamoz (University of California, Davis sowie „Istituto agrario di San Michele all'Adige“ heute Fondazione Edmund Mach in San Michele all’Adige) führten molekularbiologische DNA-Analysen an über 1500 Rebsorten durch.
Die gleiche Untersuchung lässt darauf schließen, dass die italienische Sorte Freisa ihrerseits von der Sorte Viognier abstammt. Ferner ist Freisa verwandt mit den Sorten  Nebbiolo Rosé, Negrera, Rossola, Vespolina und Bubbierasco.

## Synonyme
Die Rebsorte Vespolina ist auch unter folgenden Namen bekannt: Balsamina, Canneta, Croattina, Guzetta, Guzzetta, Inzaga, Inzagre, Massana, Nespolina, Nespolino, Novarina, Solenga, Ughetta, Ughetta di Caneto, Ughetta di Canetto, Ughetta di Canneto, Ughetta di Fassolo, Ughetta di Solenga, Uva Cinerina, Uva di Canetto, Uva Rara, Uvetta, Uvetta di Canneto, Uvetta di Fassolo, Vespolino, Vispavola.